# Photovoltaïque raccordé au réseau
 (août 2010).
Si vous disposez d'ouvrages ou d'articles de référence ou si vous connaissez des sites web de qualité traitant du thème abordé ici, merci de compléter l'article en donnant les références utiles à sa vérifiabilité et en les liant à la section « Notes et références ».

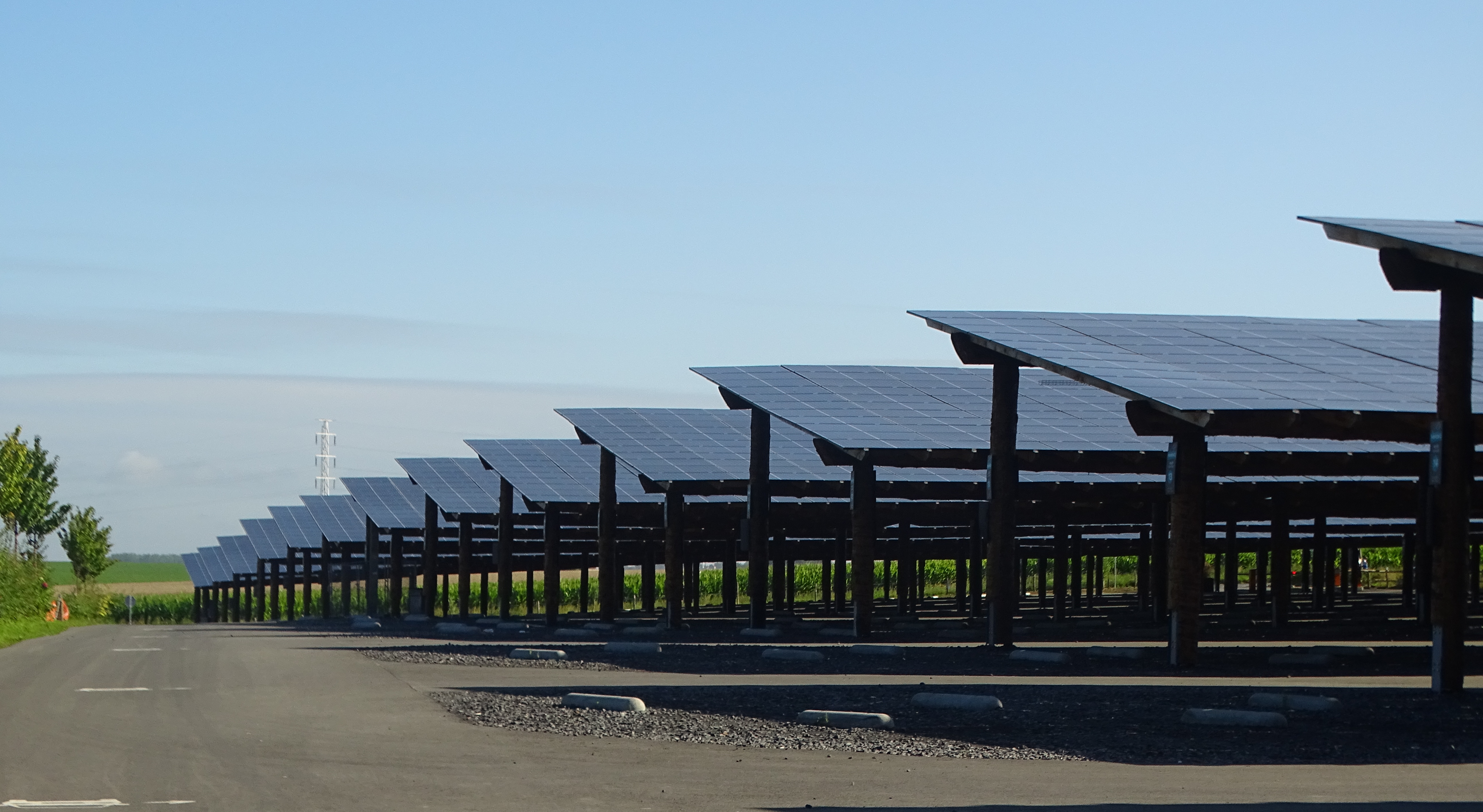
Parking photovoltaïque

Le photovoltaïque raccordé au réseau est constitué de systèmes de production d'électricité photovoltaïque qui peuvent être centralisés (centrale solaire photovoltaïque) ou décentralisés (toits de maisons individuelles, de mairies, de granges, etc.).
On parle de photovoltaïque raccordé au réseau par opposition au photovoltaïque hors réseau qui peut être soit autonome, avec des batteries d'accumulateurs, soit hybride avec des batteries d'accumulateurs et une source d'énergie auxiliaire (Groupe électrogène, éolienne, turbine hydraulique).
Ces systèmes sont constitués de modules solaires photovoltaïques reliés entre eux (en série et en parallèle) et branchés sur un ou plusieurs onduleurs eux-mêmes connectés au réseau de distribution ou de transport d'électricité. 
Les systèmes photovoltaïques raccordés au réseau constituent la plus grande partie des installations photovoltaïques dans le monde : en 2018, la capacité photovoltaïque mondiale installée est estimée à 464 GWc, en progression de 100 GWc pour l'année 2018. Les installations au sol de forte puissance contribuent largement à ces chiffres.
Les modules photovoltaïques sont habituellement installés face au sud dans l’hémisphère nord, sur des toitures industrielles ou agricoles, sur des terres non valorisables... Ils peuvent également être « intégrés » à la structure d'un bâtiment neuf en façade, brise soleil ou toiture.

## Aspects administratifs

### Options de raccordement
La production peut être utilisée de différentes manières :
Autoconsommation totaleLa production électrique est consommée sur place par les appareils en cours de fonctionnement (autoconsommation). Si la production instantanée excède la consommation instantanée, l'excédent est injecté au réseau sans être comptabilisé ;
Comptage réversibleLa production électrique est consommée sur place par les appareils en cours de fonctionnement (autoconsommation). Si la production instantanée excède la consommation instantanée, l'excédent est injecté dans le réseau et fait reculer (tourner à l'envers, pour les compteurs électromécaniques) le compteur électrique. Cette solution n'est plus utilisée car elle est incompatible avec les nouveaux compteurs électroniques ;
Injection du surplusLa production électrique consommée sur place par les appareils en cours de fonctionnement (l'autoconsommation) n’est pas comptabilisée par le compteur de production, mais vient réduire le décompte de la consommation. Seul le surplus de la production par rapport à la consommation instantanée est vendu ;
Injection de la totalitéL’intégralité de la production est injectée dans le réseau et vendue. Un point de branchement spécifique à la production est alors créé par le gestionnaire du réseau. Toute la consommation est par ailleurs comptabilisée par le compteur de consommation existant, comme dans tous bâtiments raccordés au réseau.

### Procédures administratives
Elles sont obligatoires et doivent formaliser le raccordement au réseau d’une installation de production photovoltaïque. La lourdeur et le changement incessant de ces démarches sont un frein majeur au développement des marchés nationaux de certains pays (Italie, France)[réf. nécessaire]. En Suisse, dès 2016, une nouvelle loi sur l'énergie 730.0, suivie de son ordonnance ont conduit à une évolution du dispositif d'encouragement des énergies renouvelables. Une demande aux autorités fédérales ouvre la possibilité d'une participation financière de la Confédération.

## Aspects techniques

### Le propriétaire du système, premier bénéficiaire de l’électricité produite
L'électricité emprunte toujours préférentiellement le chemin de moindre résistance électrique. Le propriétaire du système, si des appareils électriques sont en fonctionnement chez lui, ou ses voisins les plus proches, reçoivent a priori une part importante (mais pas exclusive) de l'énergie produite, sans influence significative de la présence ou non d'un compteur électrique sur le chemin. Seule la résistance (modeste) du compteur intervient. En revanche le choix de l'option d'injection sur le réseau n'intervient pas.

### Normes d’installation et de branchement divers
Des normes plus ou moins contraignantes selon les pays existent. La plupart des onduleurs vendus en Europe sont conçus pour respecter les normes et obligations de branchement allemands, du fait du développement du photovoltaïque raccordé en Allemagne. Ces normes et exigences ont souvent été reprises par les gestionnaires de réseaux distributeurs d’autres pays d’Europe. Pour les installations photovoltaïques raccordées au réseau, les onduleurs doivent être conformes à la norme DIN VDE 0126 1.1 (Allemagne, France…) ou bénéficier d’une certification par un laboratoire agréé (Royaume-Uni, G77). Quant aux modules photovoltaïques, les normes à respecter en France sont les suivantes : CEI 61215 (type cristallin) et CEI 61646 (type couche mince).
Pour le dimensionnement des composants, il convient de distinguer la partie continue CC (en amont de l'onduleur) et la partie alternative CA (en aval de l'onduleur). Les textes en vigueur sont le guide de l'UTE C15-712-1 pour la partie CC et la norme française NF C 15-100 pour la partie CA.

### L’entretien d’un système raccordé au réseau
Le système photovoltaïque raccordé au réseau est le système d’énergie renouvelable dont l’exploitation technique est la plus simple car aucune maintenance préventive n’est nécessaire. L’injection de l’électricité produite sur le réseau ainsi que l’alimentation des consommations du site se font automatiquement. Sauf exception (site industriel enfumé ou empoussiéré), le nettoyage des capteurs est réalisé naturellement par le vent et la pluie. Une simple surveillance permet de détecter d'éventuelles pannes du système. Il faut néanmoins prévoir le remplacement de l'onduleur qui a, en moyenne, une durée de vie de 8 à 12 ans.

## Aspects économiques

### Coût des systèmes
(juin 2012).
Le prix global d’un système photovoltaïque dépend :
- d'une éventuelle étude préalable (montage juridique atypique, systèmes de moyenne ou grande taille)
- du type de matériel et des conditions d'installation ;
- du raccordement au réseau ;
- des intérêts d’emprunt le cas échéant.

Le prix du matériel, dépend principalement de la taille du système et de son mode d’intégration au bâtiment. 
| Puissance installée | Pose au sol       |
| ------------------- | ----------------- |
| 300 kWc à 1 MWc     | 1,0 à 1,3 € HT/Wc |
| 1 à 10 MW           | 0,8 à 1,0 € HT/Wc |
| > 10Mw              | 0,8 € HT/Wc       |

| Puissance            | Pose sur toiture  |
| -------------------- | ----------------- |
| < 3 kWc              | 2,1 à 2,5 € HT/Wc |
| 3 à 9 kWc            | 1,7 à 2,1 € HT/Wc |
| de 9 kWc à 36 kWc    | 1,2 à 1,7 € HT/Wc |
| de 36 kWc à 100kWc   | 1 à 1,2 € HT/Wc   |
| de 100 kWc à 500 kWc | 0,8 à 1,0 € HT/Wc |
| >500kWc              | <0,8 € HT/Wc      |

Ces tarifs sont calculés pour des panneaux "classiques", l'utilisation de panneaux à plus haut rendement (monocristallins ou amorphes), engendre un surcoût de l'ordre de 20%.  
Pour comparaison le tableau ci dessous présente les tarifs moyens en 2012.  
| Puissance                | Pose au sol ou sur toiture | Intégration toiture, simple | intégration verrière, tuiles PV… |
| ------------------------ | -------------------------- | --------------------------- | -------------------------------- |
| 1 à 3 kWc                | 2 à 3 €/Wc                 | 2,5 à 3,5€/Wc               | >6€/Wc                           |
| 3 à 10 kWc               | 2,5 à 3,5€/Wc              | 2 à 3€/Wc                   | >5€/Wc                           |
| de 10 kWc à 36 kWc       | 1,5 à 2,5€/Wc              | 2 à 3€/Wc                   | >5€/Wc                           |
| de 36 kWc à plusieurs MW | 0,8 à 1,5€/Wc              | 1 à 2€/Wc                   | >5€/Wc                           |

### Rémunération de la production d'électricité injectée dans les réseaux
Différentes modalités de rémunération existent selon les choix politiques des différents pays.
Quotas« certificats verts » et « garanties d’origine ». Les kilowatts-heures produits sont rémunérés par la vente de « certificat vert » ou des « garanties d’origine » aux organisations qui en ont besoin.
Tarif d’achat(en anglais Feed in Tariff, ou FIT) les kilowatts-heures sont rémunérés par un tarif d’achat dont le niveau est fixé par l’État ou l’acheteur, selon la législation du pays ou de l’État. En France, l’arrêté du 4 mars 2011 prévoit une révision trimestrielle des tarifs d'achat de l'énergie photovoltaïque. Ces tarifs sont rendus public par la Commission de régulation de l'énergie (CRE) qui est chargée par le gouvernement de la délibération des coefficients S et V qui déterminent le tarif de rachat. Depuis mars 2011, le tarif d'achat peut changer chaque trimestre en fonction notamment du nombre de demande de raccordement au réseau. Ces tarifs étant supérieurs aux prix de marché, les opérateurs soumis à l'obligation d'achat sont dédommagés du surcoût par une surtaxe appliquée à tous les kWh facturés : la CSPE.

### Rentabilité économique des systèmes
En 2021, le photovoltaïque raccordé au réseau commence à être rentable du point de vue du producteur. Le prix de rachat de l'électricité photovoltaïque en France dans un cas de revente sans autoconsommation est, au 1er trimestre 2021, de 15,24 c€/kWh pour des installations de faible puissance (inférieur à 9 kWc). Or pour un système de cette taille le prix de revente minimale pour atteindre une rentabilité en 30 ans (durée de vie approximative de l'installation) est de 0.3€/kWh[source insuffisante].
Pour des installations de plus grande taille, la rentabilité est plus élevée.
Ce calcul ne prend pas en compte le coût d'installation de système de stockage, nécessaire pour assurer la continuité de la consommation électrique en cas de présence importante de sources intermittentes.
Perpignan est, en 2011, la ville qui héberge la plus grande installation photovoltaïque au monde intégrée aux bâtiments (hors les centrales solaire photovoltaïques) ; le site de Saint-Charles International comprend 97 000 tuiles photovoltaïques sur 68 000 m2 de toiture. Il produit plus de 9800 MWh par an (assez pour alimenter une ville de plus de 8 000 habitants en électricité ).

### Les marchés nationaux les plus importants en 2009
- Allemagne
- Japon
- États-Unis
- Espagne (prépondérance de systèmes centralisés)
- Italie

#### La France
La France a un taux de croissance annuel ayant plusieurs fois dépassé 150 %, mais en partant de très bas.
En 2016, le photovoltaïque français raccordé au réseau a été au plus bas depuis 2010 selon le think-tank France Territoire Solaire d’après les données de Enedis et RTE, alors qu’au niveau mondial, 2016 a été « un très grand millésime ». Le marché français a commencé à chuter en 2015 pour les installations domestiques (puissances inférieures à 9 kW) et grandes toitures (100 à 250 kW). Pour les très grandes toitures (250 kW à 1 MW) il y a eu zéro raccordement. Seule la catégorie « moyennes toitures » (9 à 100 kW)  après un décrochage fin 2015 se maintient entre 15 et 20 MW [de projets] par trimestre » et les installations de plus de 1 MW (légère remontée fin 2016) 
108 MW au total ont été raccordés au 4ème trimestre 2016 (contre 182, 158 et 104 MW respectivement sur les trois premiers trimestres). 

Ceci serait du aux incertitudes réglementaires de 2013-2014 ainsi que la publication retardée d’appels d'offres et/ou de leurs lauréats et des difficultés d'approvisionnement sur la technologie à concentration. Ce recul cache aussi peut-être le début d’un développement de l'autoconsommation. 

Le cadre du marché étant plus stable, le photovoltaïque pourrait remonter dès 2017 avec 1 GW espéré en 2017 par l’observatoire.
En 2019, la France a produit 11.3TWh d'électricité à partir de solaire photovoltaïque. Ce qui représente une augmentation de 7.5% par rapport à l'année précédente.